# RATS ENTERTAINMENT SING!SING!SING!
『RATS ENTERTAINMENT SING!SING!SING!』（ラッツ・エンターテイメント・シング!・シング!・シング!）は、1985年5月22日に発売されたラッツ&スターの3枚目（シャネルズ時代から通算すると8枚目）のオリジナル・アルバム。規格品番はLP 28・3H-165,CT 28・6H-137,CD 32・8H-40。

## 解説
- 前作から約半年の短い期間でリリースされた。
- 2025年現在、事実上ラッツ&スター最後のオリジナル・アルバムとなっている。
- タイトルの通り、バラエティに富んだ楽曲構成となっている。
- シングル『涙のスウィート・チェリー/ラブ・ミー・ドゥ』以来、久々に（ラッツ&スターでは初）湯川れい子が作詞で参加している。
- 鈴木雅之による、ライナーノーツによれば｢これまでは、秋頃にアルバムを発売することが多かったが、今作は早く制作に取りかかりたいという気持ちがあり、制作意欲に満ちていた｣と書かれている。
- 1995年にCD選書にて復刻された。現在廃盤。

## 収録曲
編曲：村松邦男・鈴木雅之（特記以外）
1. You'll Be Mine
  - 作詞：田代マサシ／作曲・編曲：鈴木雅之
  - 発売から11年後の1996年、再集結ライブでステージ初披露された。
2. 熱帯夜／真夏のエクスタシー
  - 作詞：湯川れい子／作曲：和泉常寛
  - 後に、田代が大神いずみとのデュエットでセルフカバー。
3. マドンナはお前だけ
  - 作詞：湯川れい子／作曲：和泉常寛
  - 16thシングル。
4. 夕日と拳銃
  - 作詞：田代マサシ／作曲：鈴木雅之
5. 夏の光と影
  - 作詞：門谷憲二／作曲：中崎英也
  - リードボーカルは田代。ファルセットで披露。
6. 雨の日のローラ
  - 作詞：湯川れい子／作曲：和泉常寛
7. 闇夜からの手紙
  - 作詞：田代マサシ／作曲：鈴木雅之
8. ユーモレスク
  - 作詞：門谷憲二／作曲：和泉常寛
  - リードボーカルは桑野・新保。
9. Ladyジェラシー!
  - 作詞・作曲：つのだ☆ひろ／編曲：ラッツ&スター
10. 恋はデンジャラス
  - 作詞：田代マサシ／作曲：鈴木雅之
  - リードボーカルは鈴木・田代。
11. 哀愁のBlue Cafe'
  - 作詞：田代マサシ／作曲：鈴木雅之／編曲：ラッツ&スター